# Крылов, Александр Лукич (цензор)
Александр Лукич Крылов (1798—1853) — профессор, цензор. Редактор «Журнала министерства внутренних дел».

## Биография
Родился в семье священника 12 (23) августа 1798 года. Учился в Смоленской духовной семинарии и Главном педагогическом институте, который был преобразован в Санкт-Петербургский университет, историко-филологический факультет которого он окончил в 1823 году с золотой медалью и со степенью кандидата. Был оставлен при университете «для исправления должности магистра», преподавал географию (1824), древнюю и среднюю историю (1825—1830). Одновременно был учителем греческого языка в Санкт-Петербургской гимназии[какой?], преподавателем истории и географии в Военно-сиротском отделении и преподавателем латинского языка в высшем классе при Санкт-Петербургском воспитательном доме.
Был утверждён с 1 декабря 1828 года секретарём Санкт-Петербургского цензурного комитета, а 30 июня 1831 года назначен цензором.
Утверждён 11 мая 1829 года в звании адъюнкта всеобщей истории при Петербургском университете, и 30 июня того же года — адъюнктом по латинской словесности во вновь открытом Главном Педагогическом институте, где находился по 31 января 1834 года. К этому времени, 2 августа 1833 года он был уже утверждён ординарным профессором статистики Санкт-Петербургского университета; при преобразовании университета по уставу 1835 года остался за штатом с 1 января 1836 года.
В 1837 году, 26 января, он был определён в статистическое отделение Совета Министерства внутренних дел. С 25 февраля 1837 г. по 1842 г. был редактором «Журнала министерства внутренних дел»; 3 октября 1850 г. «за отличное знание статистики и опытность в делах внутреннего управления» избран статистическим отделением совета министерства внутренних дел в члены-корреспонденты отделения, 16 ноября 1850 г. произведен в действительные статские советники и уволен из ведомства II отделения Собственной Его Императорского Величества канцелярии.
Умер 31 мая (12 июня) 1853 года. Похоронен на Волковском православном кладбище.

## Публикации
- Исторические записки адъюнкта Крылова. — СПб.: тип. К. Крайя, 1830.
- Предварительные уроки, читаные студентам Императорского С.-Петербургского университета при начатии преподавания общей статистики европейских государств. — СПб.: тип. К. Крайя, 1833. — 60 с.
- Ведомость о народонаселении России по уездам губерний и областей… — СПб.: тип. Э. Праца, 1850. — [2], 48 с.
- Руководство к изучению российской географии, изданное для кантонистов. — 1826
- Изъяснение некоторых непонятных в русской истории слов, занятых из Константина Багрянородного // «Сын отечества». — 1828.
- Краткий словарь греческого языка Ф. Роста. В 2-х ч. — 1831—1832.